# Emo (famiglia)
Gli Emo sono una famiglia veneziana ascritta al patriziato sin dalla Serrata del Maggior Consiglio.

## Storia
Tradizionalmente ritenuti di origine greca, degli Emo si ha notizia a partire dal XII secolo.  La loro presenza nella vita pubblica fu frequente e costante sino alla fine della Serenissima (e anche nel periodo successivo)
Molti membri della famiglia si distinsero in campo militare. Tra questi si ricordano Pietro, che guidò la resistenza di Chioggia nella guerra che oppose Venezia a Genova; Giovanni, che difese Gradisca contro l'invasione dei Turchi; nella guerra della Lega di Cambrai emersero Giovanni, che diresse le operazioni in Trentino, e Leonardo, vincitore a Brescia; più tardi Giovanni Alvise si sacrificò nella difesa di Candia; e, infine, spicca l'ammiraglio Angelo Emo che, pur essendo la Repubblica al tramonto, seppe per breve tempo riportarla alle antiche glorie militari. 
Divennero Conti dell'Impero austriaco dopo la fine della Repubblica.

## Emo Capodilista
Il cognome Capodilista fu aggiunto alla fine del XVIII secolo dalla linea primogenita, in seguito al matrimonio tra Leonardo Emo, ultimo della sua famiglia, e Beatrice Capodilista, ultima discendente di un'antica famiglia padovana (1783). Diede alcune personalità legate alla politica italiana post-unitaria: Antonio (1837–1912), politico, Giorgio (1864–1940), militare e senatore, Umberto (1927–2010), imprenditore e politico, nonché il filosofo Andrea (1901–1983).
Lo stemma della famiglia Emo Capodilista si blasona:

## Membri illustri
- Pietro Emo (XIV secolo), podestà di Chioggia durante la Guerra di Chioggia;
- Giovanni Emo († 1483), uomo politico e militare, ritratto in un dipinto di Giovanni Bellini;
- Gabriele Emo († 1584), comandante di galea durante la Battaglia di Lepanto;
- Giovanni Emo († 1622), vescovo di Bergamo;
- Pietro Emo († 1629), vescovo di Crema;
- Giovanni Emo († 1760), politico e ambasciatore;
- Angelo Emo (1731–1792), ammiraglio, ultimo grande Capitano da Mar della Repubblica di Venezia.

## Dimore
- Villa Emo (Monselice)
- Palazzo Capodilista
- Villa Emo
- Villa Emo Capodilista
- Villa Civran Emo, a Galzignano Terme
- Villa Emo Selvatico, a Battaglia Terme (dal 1901 al 1965).